# Rifugio Contrin
Il rifugio Contrin è un rifugio situato in provincia autonoma di Trento, nel cuore del massiccio della Marmolada, a 2.016 metri di quota.

## Storia
Il rifugio venne realizzato nel 1897 dalla Società Alpinisti della DuÖAV di Norimberga. Il 6 settembre 1915, durante la Grande Guerra, venne distrutto da un pezzo d’artiglieria da montagna alpino. Al termine del conflitto quello che restava del rifugio passò alla S.A.T. che provvide ai primi lavori di ricostruzione. Nel 1921 la S.A.T. a sua volta donò il rifugio all'Associazione Nazionale Alpini, gli stessi alpini che lo distrussero pochi anni prima lo ricostruirono e il rifugio venne nuovamente inaugurato il 15 luglio 1923. Nell'estate del 1926 vi si tenne la settima Adunata nazionale degli Alpini.

## Accessi
Si raggiunge da Penia di Canazei, dal parcheggio della funivia Ciampac, in circa 2 ore.

## Ascensioni
- Piccolo Vernel, 3.098 m
- Marmolada, Cima Ombretta, 3.011 m
- Sasso Vernale, 3.058 m
- Cima d'Ombrettola
- Punta Cigolè
- Cime Cadine
- Col Ombert
- Il Collac
- Crepa Neigra

## Traversate principali
- Rifugio Onorio Falier, sentiero n. 610
- Rifugio Passo San Nicolò, sentiero n. 608, ore 1
- Passo delle Cirelle, sentiero n. 607, 2 ore 10 min
- Passo San Pellegrino, 4 ore 40 min
- Passo Ombretta, sentieri n. 606 e n. 610, 2 ore
- percorso ad anello per esperti da Passo Ombretta lungo la Via ferrata del Sasso Vernale a Passo delle Cirelle e ritorno al Rifugio, da 4 ore 30 min a 5 ore.